# Crocifissione (Gentile da Fabriano)
La Crocifissione è un'opera di Gentile da Fabriano conservata nella Pinacoteca di Brera di Milano. Si tratta di una tempera su tavola di piccole dimensioni (60x40,5 cm), acquistato sul mercato antiquario di Londra nel 1995 e forse facente originariamente parte del polittico di Valleromita, nello stesso museo.

## Storia e descrizione
Dell'opera non si conosce la collocazione originaria, ma una scritta antica sul retro assicura una provenienza dalle Marche. Vi si legge infatti "from Cardinal Fra[n]zu[n]ios Collection 1729": prima di entrare in una collezione britannica doveva infatti essere appartenuto al cardinale genovese Giacomo Franzoni, vescovo di Camerino deal 1666 al 1693. Sull'ipotesi che la tavola sia il pannello superiore del polittico di Valleromita esistono una serie di indizi e una testimonianza antica che ricorda la cuspide sottratta da un "orientale". In base a questa ipotesi, a oggi non comprovata da documenti certi, la tavoletta viene datata al 1410 circa, come il polittico.
La composizione ha un'impostazione classica, su fondo oro, con la Croce al centro della scena, la Madonna, a sinistra, San Giovanni a destra e due angeli sopra di essi. Dalle ferite di Cristo zampilla sangue, che cola macabramente sul terreno. La qualità pittorica della tavoletta è altissima, come dimostrano le tinte morbide e sfumate, i panneggi di grande eleganza, le espressioni di dolore coinvolgente. L'opera è in buone condizioni, nonostante alcuni danni causati da restauri eseguiti in epoca imprecisata.